# Antiche unità di misura del circondario di Imola

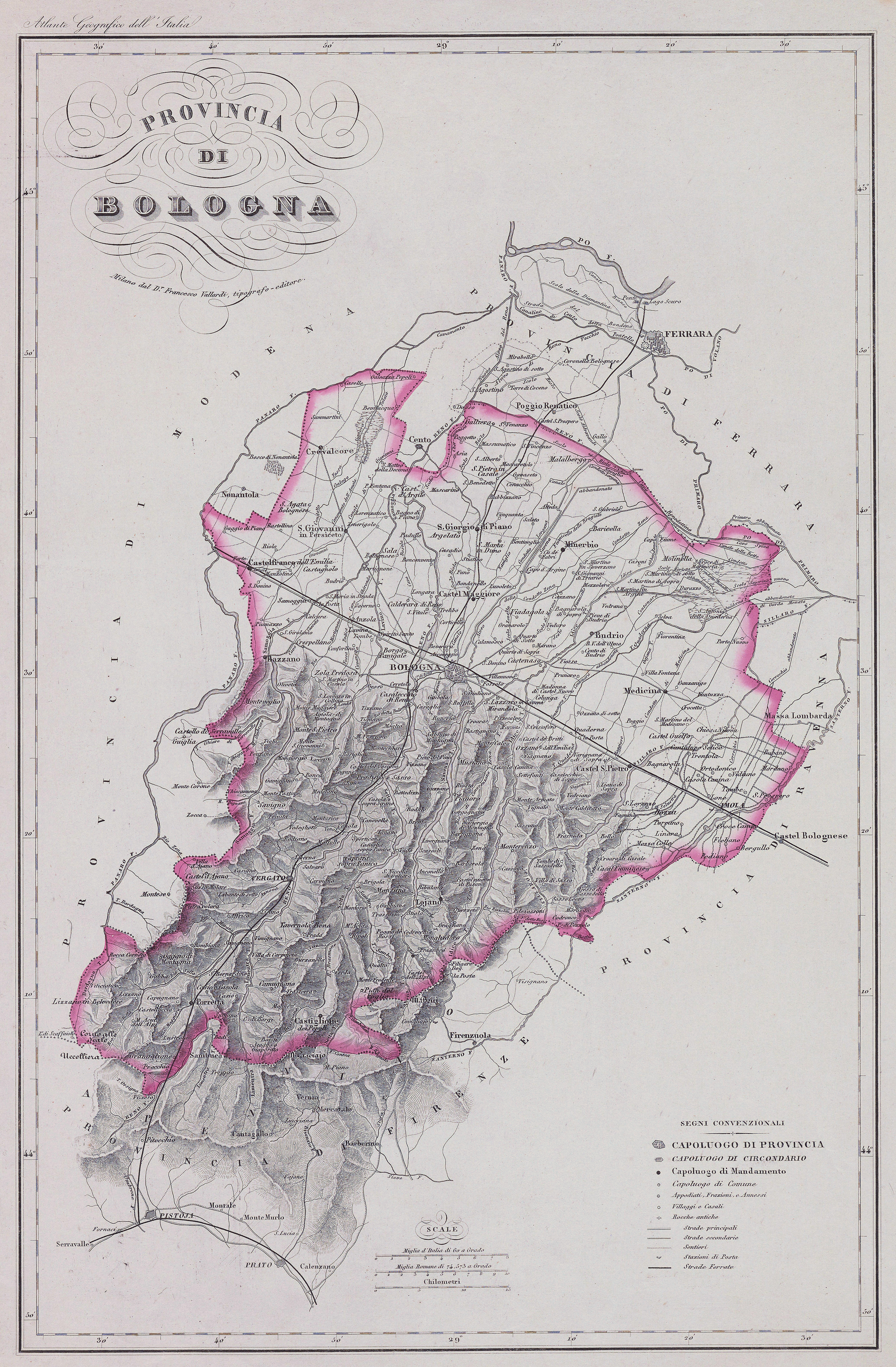
Provincia di Bologna, 1868 circa

Sono qui riportate le conversioni tra le antiche unità di misura in uso nel circondario di Imola e il sistema metrico decimale, così come stabilite ufficialmente nel 1877.
Nonostante l'apparente precisione nelle tavole, in molti casi è necessario considerare che i campioni utilizzati (anche per le tavole di epoca napoleonica) erano di fattura approssimativa o discordanti tra loro.

## Misure di lunghezza
| Comuni                                                                 | Denominazione      | Valore   | Unità |
| ---------------------------------------------------------------------- | ------------------ | -------- | ----- |
| Imola, Dozza, Mordano                                                  | Braccio mercantile | 0,639350 | m     |
| Imola, Mordano                                                         | Piede agrimensorio | 0,439661 | m     |
| Dozza                                                                  | Piede agrimensorio | 0,569009 | m     |
| Casalfiumanese, Castel Guelfo, Medicina, Castel San Pietro dell'Emilia | Braccio mercantile | 0,640039 | m     |
| Casalfiumanese, Castel Guelfo, Medicina, Castel San Pietro dell'Emilia | Piede agrimensorio | 0,380098 | m     |

Il braccio mercantile si divide in 12 once, l'oncia in 12 punti.
Il piede agrimensorio di Imola e quello di Dozza si dividono in 10 once, l'oncia in 10 punti.
Il piede agrimensorio di Casalfiumanese si divide in 12 once, l'oncia in 12 punti.
Dieci piedi fanno una pertica.

## Misure di superficie
| Comuni                                                                 | Denominazione | Valore  | Unità |
| ---------------------------------------------------------------------- | ------------- | ------- | ----- |
| Imola, Mordano                                                         | Tornatura     | 1933,02 | m²    |
| Dozza                                                                  | Tornatura     | 3237,71 | m²    |
| Casalfiumanese, Castel Guelfo, Medicina, Castel San Pietro dell'Emilia | Tornatura     | 2080,44 | m²    |

La tornatura di Imola si divide in 100 tavole.
La tornatura di Dozza si divide egualmente in 100 tavole.
La tornatura di Casalfiumanese si divide in 144 tavole.

## Misure di volume
| Comuni                                                                 | Denominazione     | Valore   | Unità |
| ---------------------------------------------------------------------- | ----------------- | -------- | ----- |
| Imola, Mordano                                                         | Piede cubo        | 84,987   | L     |
| Imola, Mordano                                                         | Piede di schiappa | 212,467  | L     |
| Dozza                                                                  | Passetto          | 184,229  | L     |
| Casalfiumanese, Castel Guelfo, Medicina, Castel San Pietro dell'Emilia | Passetto          | 6864,325 | L     |
| Casalfiumanese, Castel Guelfo, Medicina, Castel San Pietro dell'Emilia | Carro da legna    | 5930,776 | L     |

Il piede cubo di Dozza è di 1000 once cube.
Il passetto di Casalfiumanese è di 125 piedi cubi.
Il carro da legna è di 108 piedi cubi.

## Misure di capacità per gli aridi
| Comuni                                                                 | Denominazione      | Valore  | Unità |
| ---------------------------------------------------------------------- | ------------------ | ------- | ----- |
| Imola, Dozza, Mordano                                                  | Corba              | 68,8686 | L     |
| Imola, Dozza, Mordano                                                  | Bozzolo da mugnaio | 2,8371  | L     |
| Casalfiumanese, Castel Guelfo, Medicina, Castel San Pietro dell'Emilia | Corba              | 78,6448 | L     |

La corba di Imola si divide in staia, lo staio in 8 quartiroli, il quartirolo in 8 scodelle.
La corba di Casalfiumanese si divide in 2 staia, lo staio in 8 quartiroli, il quartirolo in 8 quarticini.
Due corbe fanno un sacco.

## Misure di capacità per i liquidi
| Comuni                                                                 | Denominazione  | Valore   | Unità |
| ---------------------------------------------------------------------- | -------------- | -------- | ----- |
| Imola, Dozza, Mordano                                                  | Corba da vino  | 74,6758  | L     |
| Imola, Dozza, Mordano                                                  | Corba da mosto | 0,847901 | L     |
| Imola, Dozza, Mordano                                                  | Libbra da olio | 0,396130 | L     |
| Casalfiumanese, Castel Guelfo, Medicina, Castel San Pietro dell'Emilia | Corba          | 78,5931  | L     |
| Casalfiumanese, Castel Guelfo, Medicina, Castel San Pietro dell'Emilia | Libbra da olio | 0,395330 | L     |

La corba da vino di Imola si divide in 60 boccali, il boccale in 3 terzetti o in 4 fogliette.
La corba da mosto si divide egualmente in 60 boccali. Dieci corbe fanno una castellata.
La corba di Casalfiumanese si divide in 4 quartarole, la quartarola in 15 boccali, il boccale in 4 fogliette.
La libbra da olio si divido in metà, terzi, quarti.

## Pesi
| Comuni                                                                 | Denominazione | Valore  | Unità |
| ---------------------------------------------------------------------- | ------------- | ------- | ----- |
| Imola, Dozza, Mordano                                                  | Libbra        | 362,583 | g     |
| Casalfiumanese, Castel Guelfo, Medicina, Castel San Pietro dell'Emilia | Libbra        | 361,851 | g     |

La libbra si divide in 12 once, l'oncia in 8 ottavi.